# ラディズラーオ1世 (ナポリ王)

ラディズラーオ1世の紋章

ラディズラーオ1世（Ladislao I, 1376年2月11日 - 1414年8月6日）は、ナポリ王（在位：1386年 - 1389年、1399年 - 1414年）。名目上はエルサレム王、シチリア王、プロヴァンス伯、ハンガリー王でもあった。アンジュー＝シチリア家最後の男系男子である。

## 生涯
ラディズラーオはナポリでカルロ3世とマルゲリータ・ディ・ドゥラッツォ（アンジュー＝シチリア家傍系出身でカルロ3世とは共に父方の従兄妹）の間に生まれた。1386年に母の摂政の下、9歳でナポリ王となった。
しかし権力基盤は不安定で、1389年に反対派貴族達によりナポリから追放され、ヴァロワ＝アンジュー家からルイ2世・ダンジューが擁立され即位、1399年に王位を奪還するまでラディズラーオは王位を剥奪されたままだった。一方、ハンガリーでは国王ジギスムントと対立する貴族に擁立され、1401年と1403年にローマ教皇ボニファティウス9世の指名でハンガリー王とされた。だが、ハンガリーでも基盤が脆弱なためすぐにジギスムントに蹴散らされ、実効支配はならなかった。
ナポリ・ハンガリー王位は不安定になっていたが、それは教皇領も同様で、教会大分裂でローマ教皇庁とアヴィニョン教皇庁に分裂、ナポリ王位を巡る争いでローマがラディズラーオ、アヴィニョンがルイ2世を支持したため混乱に拍車をかけていた。野心家のラディズラーオも教会大分裂の最中に付け込み、1404年にローマ教皇インノケンティウス7世とローマ市民の紛争を調停したが、1408年にローマを占拠しラティウム、ウンブリアも占領。翌1409年にトスカーナにも侵攻するものの、フィレンツェ・シエーナ連合軍に敗退、ピサ教会会議で選出された対立教皇アレクサンデル5世から破門を言い渡され、代わりに支持されたルイ2世がフィレンツェ・シエーナと手を組み、ローマ市民の蜂起もあり形勢不利となってナポリへ退去、散々な結果となった。
1413年、ローマ教皇グレゴリウス12世が不在のローマをまたしても占領、ローマへ入ろうとした対立教皇ヨハネス23世および後援者のジギスムントの通行を妨害したが、翌1414年に38歳でナポリで死去。子がなかったため、ナポリ王位は姉のジョヴァンナ2世が継承、ローマをマルティヌス5世に返還したが、後継者問題で右往左往してナポリを更なる混乱に引き込んだ。

## 家族
- 1390年、コスタンツァ・キアラモンテ（英語版）と結婚。1392年離婚。
- 1403年、キプロス王ジャック1世の娘マリー・ド・リュジニャン（英語版）と結婚。
- 1406年、レッチェ女伯マリア・デンギエンと結婚。

いずれの結婚でも子女を得ることはなかった。